# Svarttjärnen (Haverö socken, Medelpad, 692660-146070)
Svarttjärnen är en sjö i Ånge kommun i Medelpad och ingår i Ljungans huvudavrinningsområde.